# 超氧化钠
超氧化钠是一个橙黄色的固体，化学式为NaO2，含有超氧离子{\displaystyle {\ce {O2-}}}。超氧化钠为石盐结构，可由过氧化钠与氧气在加压情况下反应制备：
{\displaystyle {\ce {Na2O2 + O2 -> 2 NaO2}}}
用氧气与钠的液氨溶液小心反应也会得到超氧化钠：
{\displaystyle {\ce {Na + O2 -> NaO2}}}
超氧化钠中的超氧离子有一个单电子，呈顺磁性。它与水迅速反应生成氢氧化钠和过氧化钠。